# Liwa al-Quds
Le Liwa al-Quds (arabe : لواء القدس, la « Brigade de Jérusalem ») est une milice de Palestiniens de Syrie pro-régime, fondée en 2013 pendant la guerre civile syrienne. La milice est majoritairement composée de Palestiniens sunnites du camp de réfugiés d'Al-Nairab. Elle est considérée comme la plus grande force paramilitaire fidèle au gouvernement syrien opérant dans la province d'Alep. Elle est accusée de crimes de guerre envers des civils syriens, constitutifs de crimes contre l'humanité.

## Fondation
Le Liwa al-Quds est formé en octobre 2013, dans le camp de réfugiés de Neirab, par une réorganisation de miliciens palestiniens,, soutenus et armés par le régime. La plupart des combattants du groupe sont recrutés dans les camps de réfugiés palestiniens de Neirab et d'Handarat. Les membres du Liwa al-Quds s'appellent eux-mêmes les « fedayin arabes de l'armée syrienne »,.

## Composition
La brigade compte à la fois des descendants de réfugiés palestiniens et des Syriens de souche. La milice entretient des liens étroits avec l'Iran et la Russie, et est ravitaillée et entraînée par les forces armées russes.
En 2018, le groupe avait commencé à recruter d'anciens rebelles syriens qui avaient accepté de rejoindre des unités militaires pro-gouvernementales dans le cadre d'accords de réconciliation avec le gouvernement syrien. Plus de 150 anciens combattants de l'Armée syrienne libre avaient rejoint la Liwa al-Quds en 2019. Ils ont reçu une formation militaire et la supervision d'officiers russes au cours du premier trimestre de 2019.

## Commandement
Le groupe est dirigé par Mohammed al-Saïd,.

## Zones d'opération
Le Liwa al-Quds est surtout présent dans le gouvernorat d'Alep où il forme l'une des principales milices du régime syrien. Il participe activement à la bataille d'Alep et participe également à l'offensive d'Alep en 2024.

## Pertes
Selon les déclarations d'un commandant du Liwa al-Quds, les pertes de la brigade au cours de la guerre civile syrienne s'élèvent à plus de 200 tués et 400 blessés entre octobre 2013 et septembre 2015.
Début juin 2019, Talal Naji, secrétaire-général adjoint du Front populaire de libération de la Palestine-Commandement général (FPLP-CG), déclare que 1 858 Palestiniens sont morts en Syrie en combattant dans les rangs des forces gouvernementales et parmi eux 1 100 membres du Liwa al-Quds.
Le 18 avril 2024, une vingtaine de membres du Liwa al-Quds sont tués dans l'embuscade de leur bus de nuit par l'État islamique sur la route entre Al-Taybah et Al-Soukhna,,,.

## Crime contre l'humanité
En 2024, le tribunal de La Haye qualifie la milice d’organisation criminelle dont les membres « étaient coupables de crimes de guerre tels que le pillage et la violence contre des civils et la privation illégale de liberté de civils », constitutifs de crimes contre l'humanité

## Justice
Le 24 mai 2022, un demandeur d'asile est arrêté aux Pays-Bas, il est suspecté d'avoir été un combattant de la milice Liwa al-Quds. Il est suspecté de crime de guerre et crime contre l'humanité. Il est entre autres soupçonné d'avoir, en 2013, enlevé, détenu et maltraité un civil syrien, par la suite transféré dans une prison des services de renseignement de l'armée de l'air, où il aurait été torturé. 
Le 22 janvier 2024, l'ancien milicien est déclaré coupable de détention illégale, traitement inhumain d'un civil et de complicité de torture par la justice néerlandaise, il est condamné à 12 ans de prison. Il est acquitté pour le cas d'un autre civil enlevé la même nuit, le tribunal ne pouvant établir son implication personnelle.
Selon le ministère public néerlandais, la milice Liwa al-Quds peut être classée comme « organisation criminelle visant à commettre des crimes internationaux », comme l'est déjà l'État islamique.